# Sveti Đorđe
Sveti Đorđe (wym. [sʋɛ̂ːtiː dʑɔ̂ːrdʑɛ], pol. Wyspa św. Jerzego) – jedna z dwóch wysepek u wybrzeży miasta Perast w Zatoce Kotorskiej, należącej do linii brzegowej Czarnogóry. Drugą z nich jest Gospa od Škrpjela, lecz w przeciwieństwie do niej, Sveti Đorđe to wyspa naturalna. Zajmuje powierzchnię 0,32 ha i posiada rozmiary 90 m x 45 m.
Na wyspie znajduje się zabytkowy klasztor benedyktyński św. Jerzego i stary cmentarz dla szlachty z Perastu. Klasztor wzmiankowany jest w źródłach z XII wieku, analiza rozplanowania pozostałości pierwotnej zabudowy wyspy wskazuje na istnienie opactwa już w IX wieku. Do roku 1634 było ono pod kontrolą Kotoru, później władał nim senat Republiki Weneckiej. Zniszczone przez trzęsienie ziemi w 1667 roku. W 1751 spalone przez tureckiego pirata Karadoza. 
Z wyspą wiąże się legenda, wedle której gdy w 1813 r. mieszkańcy Perastu odbili fort św. Krzyża, zajmujący go dotychczas Francuzi uciekli na wyspę św. Jerzego. Stąd rozpoczęli ostrzał miasta. Pechowo, jeden z pocisków trafił w dom, w którym mieszkała ukochana francuskiego oficera – Katica. Jej ciało pochowano na wyspie tuż przy klasztorze, zaś zrozpaczony kochanek zdecydował się pozostać w klasztorze po odejściu wojsk francuskich. Pozostał tam do swej śmierci, codziennie bijąc w dzwon klasztorny.

## Galeria

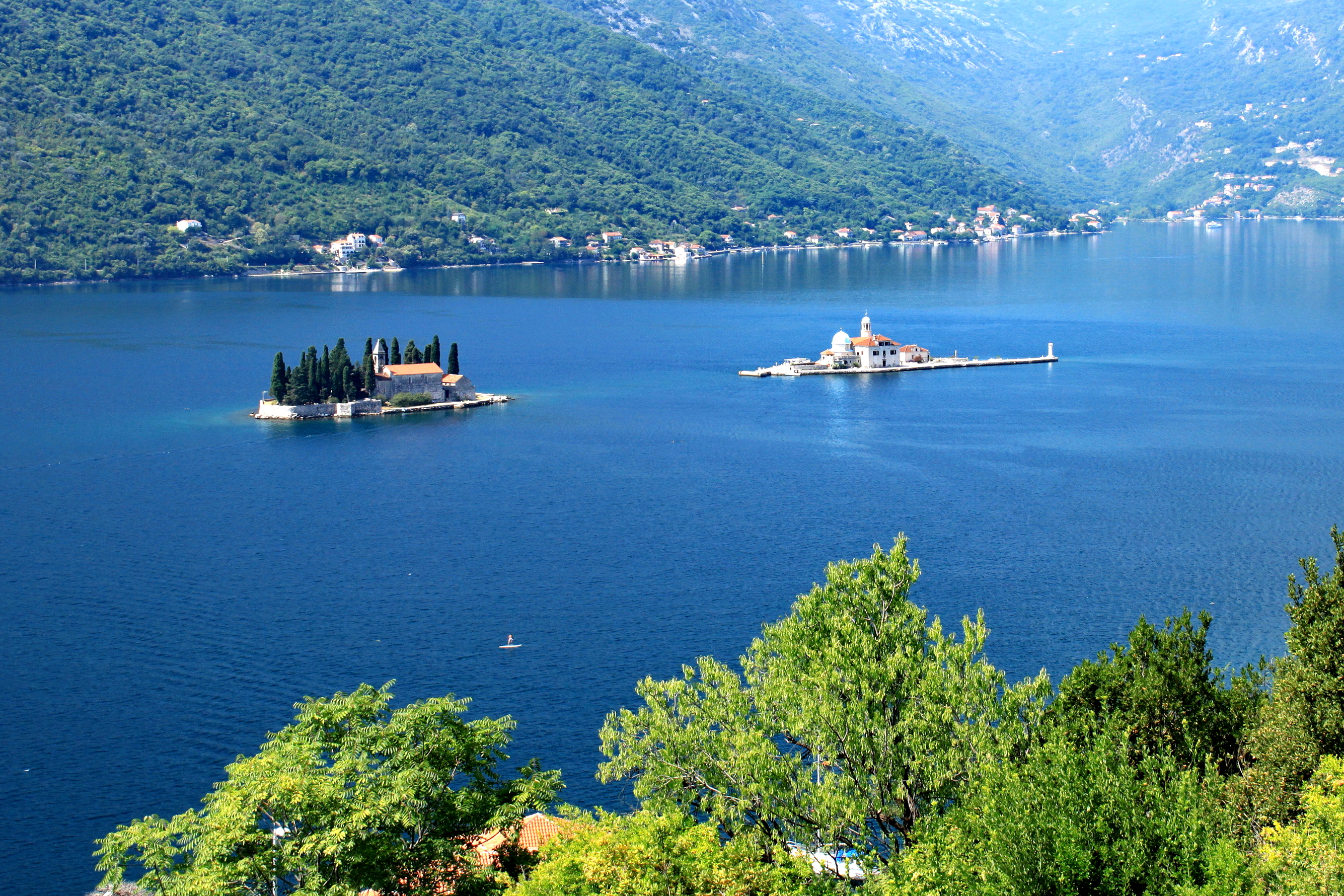
Sveti Đorđe po lewej i Gospa od Škrpjela po prawej
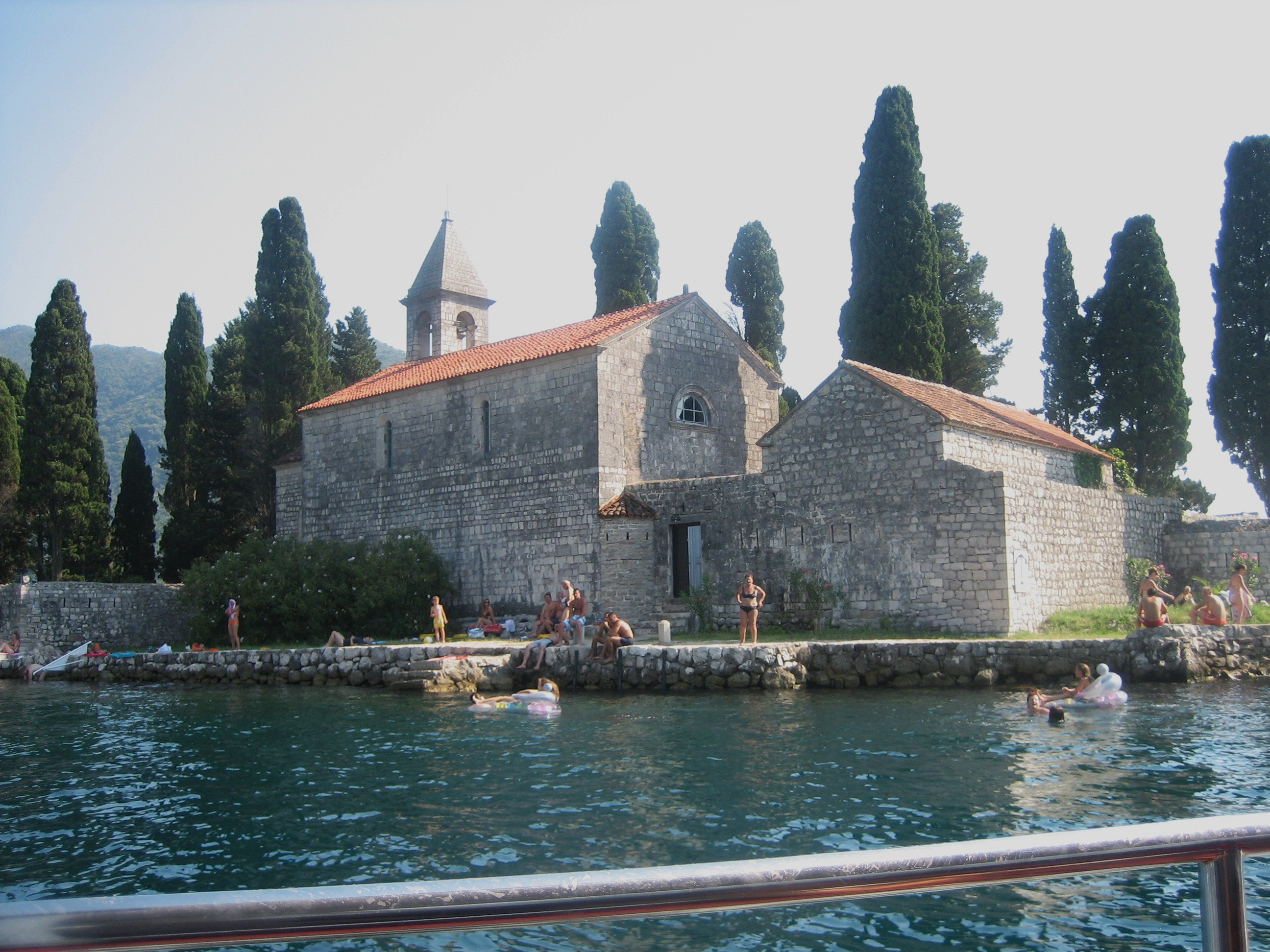
Turyści wypoczywający przed klasztorem.
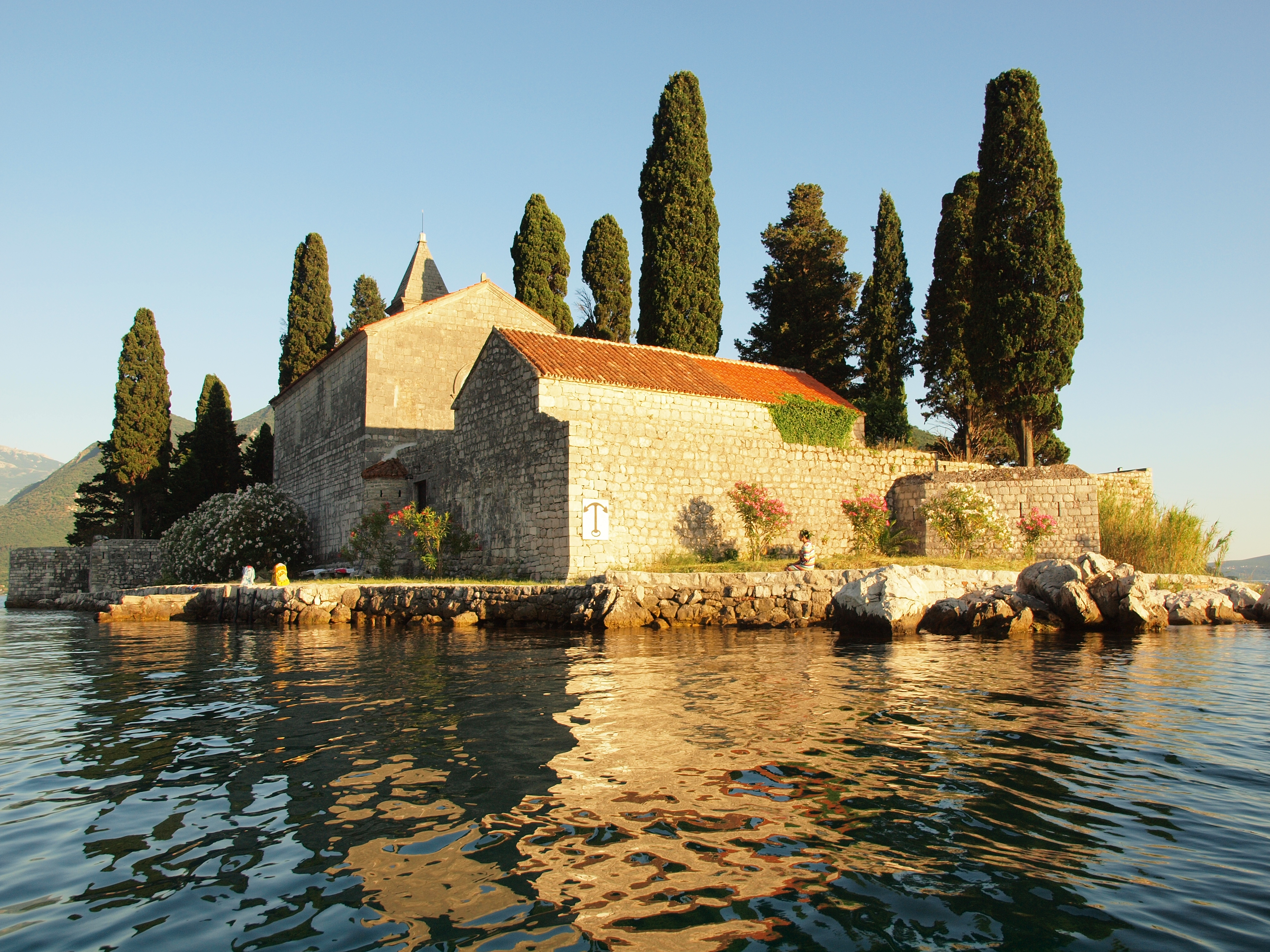
Widok na klasztor